# 헤르보른

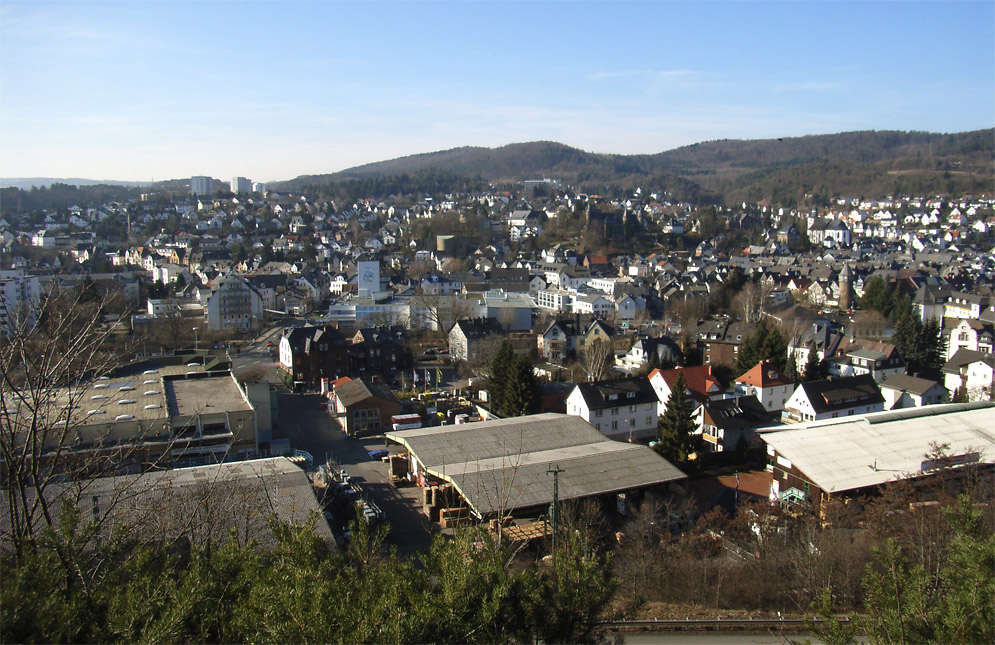
헤르보른 시가지

헤르보른(독일어: Herborn)은 독일 헤센주에 위치한 도시로 면적은 63.82km2, 높이는 287m, 인구는 20,618명(2016년 12월 31일 기준), 인구 밀도는 320명/km2이다. 행정 구역상으로는 기센 현에 속한다. 지겐, 베츨라어, 기센을 연결하는 A45 고속도로가 지나간다.

시 문장

## 역사
1048년 문헌에 처음 등장했으며 1251년에는 나사우 백작으로부터 도시 지위를 부여받았다. 1584년에는 칼뱅주의 신학 교육 기구인 헤르보른 아카데미가 설립되었다. 1602년에는 요하네스 피스카토어(Johannes Piscator) 칼뱅주의 성경을 독일어로 번역했다. 1626년에는 병사들의 부주의로 인한 화재가 발생하면서 가옥 241채가 소실되었다. 이를 계기로 헤르보른과 인근 지역에서는 마녀 재판이 진행되었다.
30년 전쟁 이후까지 헤르보른 시민들이 스웨덴 병사 50명을 보호하면서 스웨덴 군대가 헤르보른의 방어를 맡았다. 이에 따라 헤르보른은 제2차 세계 대전 시기까지 "야전 병원 도시"(Lazarettstadt)라는 별칭으로 부르게 되었다. 빈 회의 이후에는 프로이센과의 경계를 접했는데 막대한 수입세가 부과되면서 어려움에 처했다. 1836년에는 헤센나사우가 관세 동맹에 가입했고 1866년에는 프로이센에 편입되었다.